# María Antonia Sánchez Lorenzo
María Antonia Sánchez Lorenzo (Salamanca, 7 novembre 1977) è un'ex tennista spagnola.

## Biografia
I suoi genitori si chiamano Francisco e Maria Antonia, ha una sorella di nome Marta e un fratello di nome Carlos, iniziò a pratocare tennis all'età di 8 anni. All'Australian Open 1999 - Singolare femminile giunse al quarto turno perdendo contro Dominique Van Roost. Nello stesso anno arrivò al terzo turno sia all'Open di Francia, Singolare femminile dove venne fermata da Monica Seles che al torneo di Wimbledon 1999 - Singolare femminile dove incontrò Jana Novotná.
Nel 2004 arrivò in finale alla Copa Sony Ericsson Colsanitas dove perse contro Fabiola Zuluaga. Giunse al terzo turno all'Australian Open 2006 - Singolare femminile venendo eliminata dall'italiana Francesca Schiavone. Nel ranking raggiunse la 33ª posizione il 5 aprile del 2004.
Un'altra finale persa quella dell'Estoril Open 2006 doppio femminile giocata in coppia con Gisela Dulko, dove ebbero la meglio le avversarie, Li Ting e Sun Tiantian.

## Statistiche

### Risultati in progressione
| Sigla | Risultato               |
| ----- | ----------------------- |
| V     | Vincitore               |
| F     | Finalista               |
| SF    | Semifinalista           |
| O     | Oro olimpico            |
| A     | Argento olimpico        |
| SF    | Bronzo olimpico         |
| QF    | Quarti di Finale        |
| 4T    | Quarto turno            |
| 3T    | Terzo turno             |
| 2T    | Secondo turno           |
| 1T    | Primo turno             |
| RR    | Round Robin             |
| LQ    | Turno di qualificazione |
| A     | Assente                 |
| ND    | Non disputato           |

| Legenda superfici    |
| -------------------- |
| Cemento              |
| Terra battuta        |
| Erba                 |
| Superficie variabile |

#### Singolare nei tornei del Grande Slam
| Torneo          | 1996 | 1997 | 1998 | 1999 | 2000 | 2001 | 2002 | 2003 | 2004 | 2005 | 2006 |
| --------------- | ---- | ---- | ---- | ---- | ---- | ---- | ---- | ---- | ---- | ---- | ---- |
| Australian Open | 2T   | 1T   | 1T   | 4T   | 1T   | 1T   | A    | 1T   | 1T   | 1T   | 3T   |
| Open di Francia | 2T   | A    | 1T   | 3T   | 1T   | 1T   | A    | 3T   | 2T   | 2T   | 1T   |
| Wimbledon       | 1T   | 2T   | 1T   | 3T   | 1T   | A    | 1T   | 1T   | 2T   | 2T   | 1T   |
| US Open         | 1T   | 1T   | 1T   | 2T   | 2T   | A    | A    | 3T   | 1T   | 2T   | 1T   |

#### Doppio nei tornei del Grande Slam
| Torneo          | 1996 | 1997 | 1998 | 1999 | 2000 | 2001 | 2002 | 2003 | 2004 | 2005 | 2006 |
| --------------- | ---- | ---- | ---- | ---- | ---- | ---- | ---- | ---- | ---- | ---- | ---- |
| Australian Open | A    | A    | A    | A    | A    | 1T   | A    | A    | A    | 1T   | 2T   |
| Open di Francia | A    | A    | A    | A    | A    | A    | A    | A    | A    | A    | 2T   |
| Wimbledon       | A    | A    | A    | A    | A    | A    | A    | A    | A    | 2T   | 2T   |
| US Open         | A    | A    | A    | A    | A    | A    | A    | A    | A    | A    | 1T   |

#### Doppio misto nei tornei del Grande Slam
| Torneo          | 1996 | 1997 | 1998 | 1999 | 2000 | 2001 | 2002 | 2003 | 2004 | 2005 | 2006 |
| --------------- | ---- | ---- | ---- | ---- | ---- | ---- | ---- | ---- | ---- | ---- | ---- |
| Australian Open | A    | A    | A    | A    | A    | A    | A    | A    | A    | A    | A    |
| Open di Francia | A    | A    | A    | A    | A    | A    | A    | A    | 2T   | A    | A    |
| Wimbledon       | A    | A    | A    | A    | A    | A    | A    | A    | A    | A    | A    |
| US Open         | A    | A    | A    | A    | A    | A    | A    | A    | A    | A    | A    |

## Vittorie contro giocatrici Top 10
| Stagione | 1997 | 1998 | 1999 | 2000 | 2001 | 2002 | 2003 | 2004 | 2005 | Totale |
| Vittorie | 1    | 0    | 1    | 1    | 0    | 0    | 0    | 0    | 1    | 4      |

| #    | Giocatrice         | Ranking | Evento                        | Superficie  | Turno | Punteggio     | Rank. MASLR |
| ---- | ------------------ | ------- | ----------------------------- | ----------- | ----- | ------------- | ----------- |
| 1997 |                    |         |                               |             |       |               |             |
| 1.   | Conchita Martínez  | 6       | Citizen Cup, Amburgo          | Terra rossa | QF    | 7-5, 5-7, 6-2 | 121         |
| 1999 |                    |         |                               |             |       |               |             |
| 2.   | Jana Novotná       | 3       | Australian Open, Melbourne    | Cemento     | 3T    | 6-3, 6-0      | 65          |
| 2000 |                    |         |                               |             |       |               |             |
| 3.   | Sandrine Testud    | 10      | Croatian Bol Ladies Open, Bol | Terra rossa | QF    | 6-2, 6-2      | 76          |
| 2005 |                    |         |                               |             |       |               |             |
| 4.   | Anastasija Myskina | 6       | Open di Francia, Parigi       | Terra rossa | 1T    | 6-4, 4-6, 6-0 | 109         |